# Zuccarinia
Zuccarinia  es un género de plantas con flores perteneciente a la familia de las rubiáceas. Incluye una sola especie: Zuccarinia macrophylla Blume (1826).
Es nativo de Malasia.